# Paraíso Naranjo
Paraíso Naranjo är en ort i Mexiko.   Den ligger i kommunen Sayula de Alemán och delstaten Veracruz, i den sydöstra delen av landet, 500 km öster om huvudstaden Mexico City. Paraíso Naranjo ligger 50 meter över havet och antalet invånare är 280.
Terrängen runt Paraíso Naranjo är platt. Runt Paraíso Naranjo är det glesbefolkat, med 10 invånare per kvadratkilometer. Närmaste större samhälle är Venustiano Carranza, 17,7 km öster om Paraíso Naranjo. Omgivningarna runt Paraíso Naranjo är en mosaik av jordbruksmark och naturlig växtlighet.